# Айзикович, Иосиф Юрьевич
Иосиф Юрьевич Айзикович (25 ноября 1919, Екатеринбург — 1997, Электросталь) — советский дирижёр, педагог, народный артист РСФСР (1979).

## Биография
Родился 25 ноября 1919 года в Екатеринбурге. В 1941 году окончил Ленинградскую консерваторию по классу скрипки В. И. Шера, а в 1953 году — по классу оперного и симфонического дирижирования у С. В. Ельцина.
В 1937—1947 годах играл в оркестре Ленинградского театра оперы и балета.
С 1953 года был дирижёром Новосибирского оперного театра. Затем дирижировал в Куйбышевском театре оперы и балета и Свердловском театре оперы и балета.
С 1975 года был главным дирижёром Бурятского театра оперы и балета в Улан-Удэ. Его первой работой как главного дирижёра была постановка оперы Чайковского «Иоланта». С 1977 года также стал художественным руководителем Бурятского симфонического оркестра.
В 1961—1965 годах преподавал в Уральской консерватории по классу дирижирования. С 1975 года — Института культуры в Улан-Удэ.
С конца 1980-х годов жил в Электростали (Московская область), преподавал в Московском областном базовом музыкальном училище. До конца жизни был художественным руководителем и дирижёром Симфонического оркестра училища.
Член ВКП(б) с 1944 года.
Умер в 1997 году.

## Награды и премии
- Заслуженный деятель искусств РСФСР (24.01.1972).
- Народный артист РСФСР (18.09.1979).

## Работы в театре
В репертуаре дирижёра было около 60 опер, среди них — «Борис Годунов», «Хованщина», «Князь Игорь», «Садко», «Царская невеста», «Пиковая дама», «Евгений Онегин», «Аида»; «Отелло», «Эрнани», «Бал-маскарад» Верди, «Порги и Бесс» Гершвина, «Тихий Дон»; «Хождение по мукам», «Овод», «Бравый солдат Швейк» Спадавеккиа, «В бурю»; «Виринея» Слонимского, «Энхе - Булат-батор» Фролова, «Прозрение» Ямпилова.